# Sweet Savage
Sweet Savage ist eine aus Belfast, Nordirland stammende Rockband. Sie wird mit Bands wie Iron Maiden, Diamond Head oder Saxon der New Wave of British Heavy Metal zugeordnet.

## Geschichte

### Die Anfänge (1979–1990)
Sweet Savage wurde 1979 gegründet und bestand anfangs aus Ray Haller als Bassist und Sänger, Vivian Campbell und Trev Fleming als Gitarristen und David Bates am Schlagzeug. In dieser Formation brachte die Band 1981 über das Label Park Records die Single Take No Prisoners heraus. Ebenfalls veröffentlichte man eine Demo, die als Demo '81 im besagten Jahr erschien. Der Tonträger enthält vier BBC Radio Sessions. 1983 verließ Campbell die Band um Dio zu helfen. Wenig später stieg auch der zweite Gitarrist Fleming aus. 1984 kam als Ersatz Ian Wilson in die Band. Infolgedessen nahm man zu dritt die Single Straight Through The Heart auf, die noch im selben Jahr erschien. In den kommenden Jahren war die Band inaktiv.

### Killing TimeundRune(1991–1998)
1991 coverte die Band Metallica den Song Killing Time, der auf der Single Take No Prisoners als B-Seite enthalten war. Killing Time wurde als B-Seite für die Metallica-Single The Unforgiven verwendet und wurde später auch auf dem Coveralbum Garage Inc. veröffentlicht. The Unforgiven befindet sich auf dem erfolgreichsten Album der Bandgeschichte, welches selbstbetitelt, aber auch als Black Album bekannt geworden ist. So wurden Plattenfirmen auf Sweet Savage aufmerksam und die Band unterschrieb einen Vertrag bei Metal Blade Records. Für das Album wollte die Band allerdings neben Speedo einen weiteren Gitarristen. Trev Fleming, der 1983 ausgestiegen war, erklärte sich dazu bereit Sweet Savage erneut zu helfen und stieg 1994 wieder ein. Jedoch stieg er noch im gleichen Jahr wieder aus. Sein Nachfolger wurde Simon McBride. Gemeinsam nahm man 1996 das Album Killing Time auf. Zwei Jahre später folgte das Album Rune, nach dessen Veröffentlichung McBride ausstieg. Da der Vertrag bei Metal Blade aufgelöst wurde, wurde Rune unter dem Label Neat Metal Nation veröffentlicht. Beide Alben schafften es nicht sich in den Charts zu platzieren.

### Besetzungswechsel undRegeneration(1999-heute)
Nach McBrides Ausstieg wurde es erneut ruhig um die Band. 2008 stieg der langjährige Schlagzeuger David Bates aus. Bates war bis dato neben Ray Haller das einzige Mitglied der Original-Besetzung, welches ununterbrochen dabei gewesen war. Sein Nachfolger wurde Jules Watson. Im gleichen Jahr stieg ebenfalls Trev Fleming wieder ein, um den Posten des zweiten Gitarristen wieder einzunehmen, womit Sweet Savage wieder zu viert war. Am 5. Juni 2008 veröffentlichte die Band die Schallplatten-Kollektion Eye of the Storm – The Early Years, die neben bereits veröffentlichten Songs einige Liveaufnahmen und Remixe enthält. 2010 stieg Watson aus, für den noch im gleichen Jahr Marty McCloskey als Nachfolger festgelegt wurde. Am 2. Oktober 2010 verstarb überraschend Trev Fleming. Sein Nachfolger wurde Phil Edgar. In dieser Konstellation nahm die Band das Album Regeneration auf, welches 2011 via Candyman Records veröffentlicht wurde.

## Diskografie

### Studioalben
- 1996: Killing Time
- 1998: Rune
- 2011: Regeneration

### Singles
- 1981: Take No Prisoners
- 1984: Straight Through Heart

### Kompilationen
- 2008: Eye of the Storm – The Early Years

### Demotapes
- 1981: Demo '81